# Fungo entomopatogénico

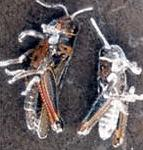
Gafanhotos mortos pelo fungo entomopatogénico Beauveria bassiana (Ascomycota: Hypocreales)

Um fungo entomopatogénico é um fungo que pode parasitar insectos, matando-os ou incapacitando-os.

## Ciclo de vida típico

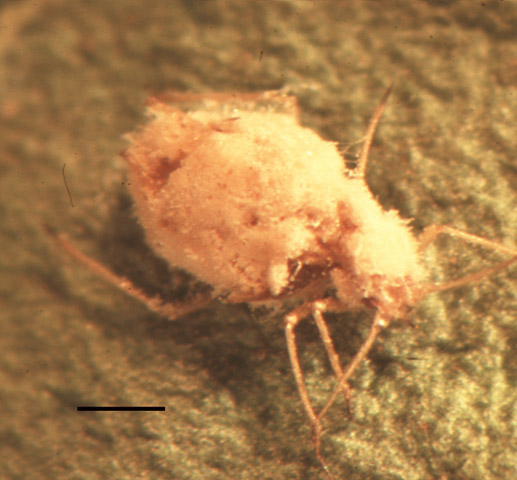
Afídio verde do pessegueiro, Myzus persicae, morto pelo fungo Pandora neoaphidis (Zygomycota: Entomophthorales) Barra de escala = 0.3 mm.

Estes fungos usualmente aderem à superfície externa do corpo dos insectos na forma de esporos microscópicos (geralmente esporos assexuais, mitospóricos, também chamados conídios). Sob condições adequadas de temperatura e humidade (usualmente elevada), estes esporos germinam, desenvolvem hifas e colonizam a cutícula do insecto; eventualmente perfuram-na e atingem a cavidade corporal do insecto (hemocelo). Então, as células fúngicas proliferam na cavidade corporal do hospedeiro, usualmente na forma de hifas com parede ou na forma de protoplastos sem parede (dependendo do fungo envolvido). Depois de algum tempo o insecto geralmente morre (em alguns casos por micotoxinas) e novos esporos formam-se no insecto se as condições ambientais forem adequadas; geralmente é necessária umidade alta para que ocorra esporulação.

## Grupos
Os fungos entomopatogénicos incluem taxa de vários dos principais grupos de fungos e não constituem um grupo monofilético. Muitos fungos entomopatogénicos comuns e/ou relevantes pertencem à ordem Hypocreales de Ascomycota: as fases anamorfas Beauveria, Metarhizium, Nomuraea, Paecilomyces = Isaria, Hirsutella e o estado teleomorfo Cordyceps; outros (Entomophthora, Zoophthora, Pandora, Entomophaga) pertencem à ordem Entomophthorales de Zygomycota.

## Uso de fungos entomopatogénicos no controlo biológico de pragas

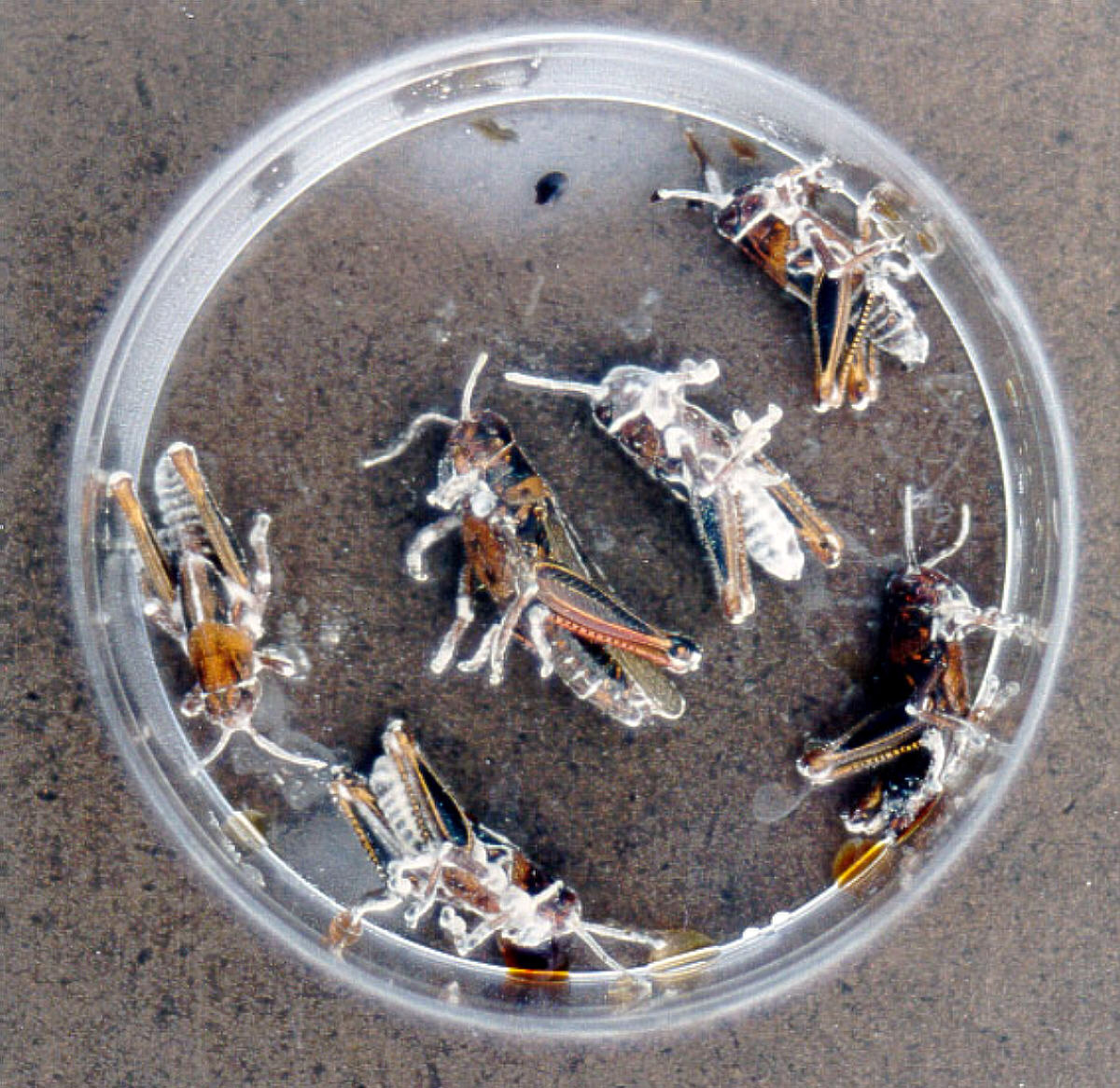
Insetos mortos por fungos entomopatogénicos.

Uma vez que são considerados agentes de mortalidade naturais e ambientalmente seguros, existe um interesse generalizado na utilização e manipulação de fungos entomopatogénicos para o controlo biológico de insectos e outras pragas de artrópodes. Em particular, as fases assexuadas de Ascomycota (Beauveria, Metarhizium, Paecilomyces e outros) estão sob intenso escrutínio devido às suas características favoráveis ao seu uso como biopesticidas.
Produção. A maioria dos fungos entomopatogénicos podem ser cultivadas em meios artificiais. Contudo, alguns requerem meios extremamente complexos; outros como Beauveria bassiana e espécies exploráveis do género Metarhizium, podem ser cultivados em substratos ricos em amido, como grãos de cereais (arroz, trigo).
Virulência. Aos membros de Entomophthorales são muitas vezes imputados altos níveis de mortalidade na natureza. Estes fungos são altamente virulentos. Os Ascomycota anamórficos (Metarhizium, Beauveria etc.) serão menos virulentos.
Também importantes são as suas propriedades no que toca à especificidade (grupo de hospedeiros), armazenamento, formulação e aplicação.
- Este artigo foi inicialmente traduzido, total ou parcialmente, do artigo da Wikipédia em inglês cujo título é «Entomopathogenic fungus», especificamente desta versão.

## ver também
- Biopesticida